# Bona di Lussemburgo
Bona (Guta, Jitka) di Lussemburgo, o Bona di Boemia (in francese Bonne de Luxembourg, in spagnolo Bona de Luxemburgo e in inglese Bonne of Bohemia; Praga, 20 maggio 1315 – Saint-Ouen-l'Aumône, 11 settembre 1349), fu consorte dell'erede al trono di Francia e duchessa di Normandia dal 1332 alla sua morte. Figlia di Giovanni I di Boemia ed Elisabetta di Boemia, fu la prima moglie di Giovanni II di Francia. Morì ancora giovane nel 1349 e, poiché Giovanni non salì al trono che l'anno seguente, lei non fu mai incoronata regina. Malgrado il suo nome originale fosse Jutta, nella storiografia francese ci si riferisce a lei come Bonne di Lussemburgo.

## Origine
Battezzata Jutta (Jitka in ceco), fu la figlia del re di Boemia, conte di Lussemburgo e re titolare di Polonia, Giovanni I di Lussemburgo e di Elisabetta di Boemia, figlia del re di Boemia, Venceslao II e di Guta d'Asburgo. Fu la sorella dell'imperatore Carlo IV del Sacro Romano Impero.

## Biografia

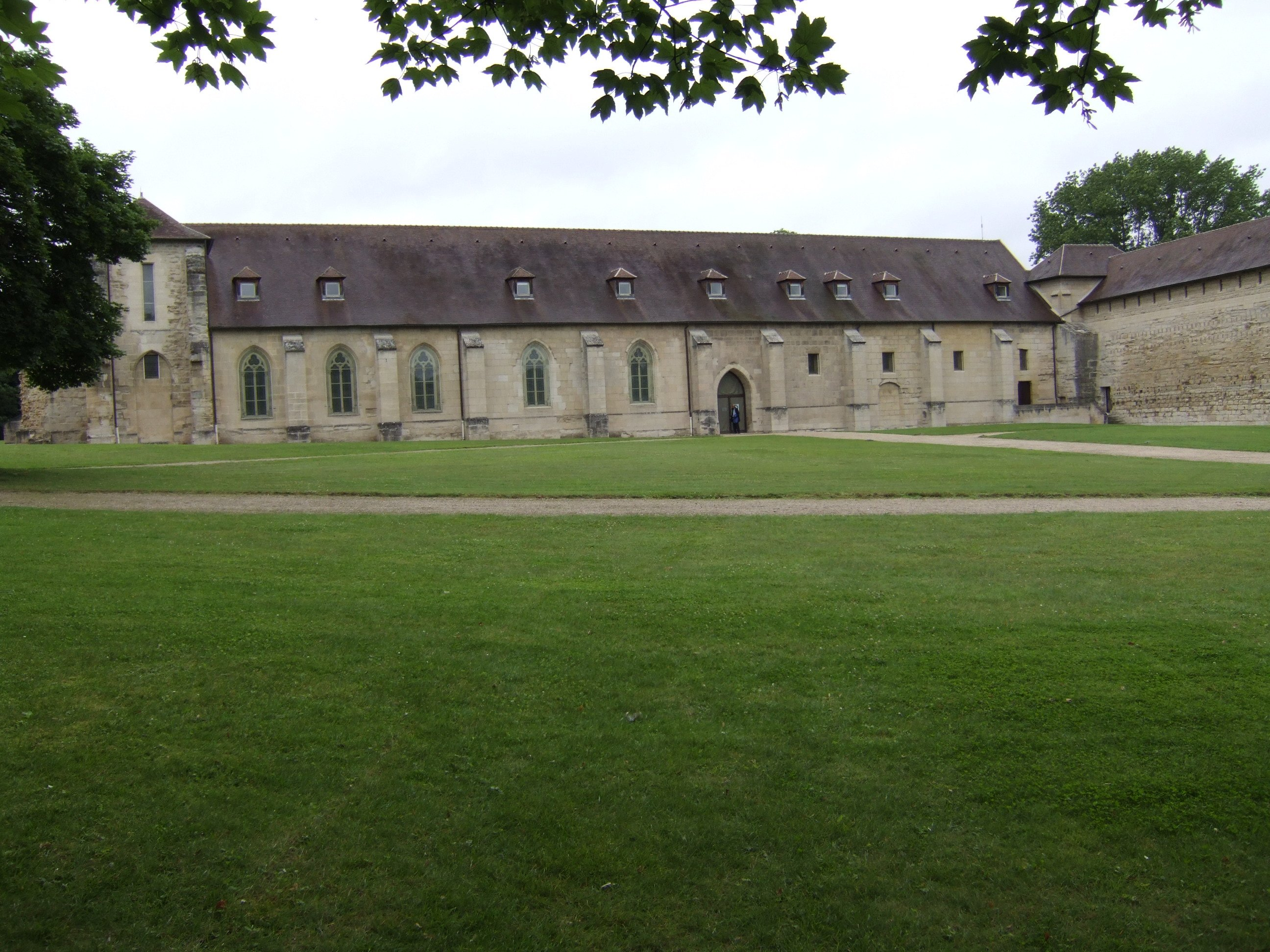
Facciata sud dell'Abbazia di Maubuisson di Saint-Ouen-l'Aumône

Nonostante il suo nome fosse cambiato in Bonne (latino Bona, il nome fu solo tradotto dal boemo, mantenendo il suo significato, cioè Buona), solo dopo l'arrivo in Francia, Jutta per gli storici divenne Bona. Bona venne inizialmente fidanzata con Casimiro III di Polonia, ma il matrimonio andò a monte, tanto che egli sposò Aldona di Lituania, alla morte di lei avvenuta nel 1339 Casimiro s'impegnò con la sorella di Bona, Markéta, ma nemmeno queste nozze ebbero luogo e Casimiro si ammogliò con Adelaide d'Assia (1324-1371). 
Bona, a diciassette anni, sposò il figlio del re di Francia Filippo VI di Valois, Giovanni il Buono, che di anni ne aveva tredici. Il matrimonio fu celebrato a Melun, in Francia, il 28 luglio 1332. Come moglie del principe erede al trono, Bona divenne duchessa di Normandia e contessa d'Angiò e del Maine. Non divenne mai regina di Francia in quanto scomparve circa un anno prima del suocero, il re di Francia, Filippo VI. Bona contrasse la Peste Nera e morì nel monastero di Maubisson, Saint-Ouen-l'Aumône, in Val-d'Oise, l'11 settembre 1349, un anno e quindici giorni prima dell'incoronazione a re di Francia del marito, Giovanni II il Buono. Bona fu inumata nello stesso monastero di Maubisson.

## Figli
I figli nati dall'unione di Bona e Giovanni furono undici:
- Bianca (1336);
- Carlo, futuro Carlo V (1337-1380);
- Caterina (1338);
- Luigi (1339-1384), duca d'Angiò;
- Giovanni (1340-1416), duca di Berry;
- Filippo (1342-1404), duca di Borgogna;
- Giovanna (1343-1373), sposa di Carlo II re di Navarra;
- Maria (1344-1404), sposa di Roberto I duca di Bar;
- Agnese (1345-1349);
- Margherita (1347-1352)
- Isabella di Valois (1348-1372), sposa di Gian Galeazzo Visconti duca di Milano.

## Ascendenza
|                           |                       |                         | Genitori                |  |  | Nonni |  |  | Bisnonni                 |  |  | Trisnonni               |  |
|                           |                       |                         |                         |  |  |       |  |  | Enrico VI di Lussemburgo |  |  | Enrico V di Lussemburgo |  |
|                           |                       |                         |                         |  |  |       |  |  | Enrico VI di Lussemburgo |  |  | Enrico V di Lussemburgo |  |
|                           |                       | Margherita di Bar       |                         |  |  |       |  |  | Enrico VI di Lussemburgo |  |  |                         |  |
| Enrico VII di Lussemburgo |                       |                         |                         |  |  |       |  |  | Enrico VI di Lussemburgo |  |  |                         |  |
|                           |                       | Beatrice d'Avesnes      | Baudoin d'Avesnes       |  |  |       |  |  |                          |  |  |                         |  |
|                           |                       | Beatrice d'Avesnes      | Baudoin d'Avesnes       |  |  |       |  |  |                          |  |  |                         |  |
|                           |                       | Beatrice d'Avesnes      | Félicité de Coucy       |  |  |       |  |  |                          |  |  |                         |  |
| Giovanni I di Boemia      |                       | Beatrice d'Avesnes      |                         |  |  |       |  |  |                          |  |  |                         |  |
|                           |                       | Giovanni I di Brabante  | Enrico III di Brabante  |  |  |       |  |  |                          |  |  |                         |  |
|                           |                       | Giovanni I di Brabante  | Enrico III di Brabante  |  |  |       |  |  |                          |  |  |                         |  |
|                           |                       | Giovanni I di Brabante  | Alice di Borgogna       |  |  |       |  |  |                          |  |  |                         |  |
| Margherita di Lussemburgo |                       | Giovanni I di Brabante  |                         |  |  |       |  |  |                          |  |  |                         |  |
|                           |                       | Margareta delle Fiandre | Guido di Dampierre      |  |  |       |  |  |                          |  |  |                         |  |
|                           |                       | Margareta delle Fiandre | Guido di Dampierre      |  |  |       |  |  |                          |  |  |                         |  |
|                           |                       | Margareta delle Fiandre | Mathilde di Bethune     |  |  |       |  |  |                          |  |  |                         |  |
| Bona di Lussemburgo       |                       | Margareta delle Fiandre |                         |  |  |       |  |  |                          |  |  |                         |  |
|                           | Ottocaro II di Boemia | Venceslao I di Boemia   |                         |  |  |       |  |  |                          |  |  |                         |  |
|                           | Ottocaro II di Boemia | Venceslao I di Boemia   |                         |  |  |       |  |  |                          |  |  |                         |  |
|                           | Ottocaro II di Boemia | Cunegonda di Svevia     |                         |  |  |       |  |  |                          |  |  |                         |  |
| Venceslao II di Boemia    | Ottocaro II di Boemia |                         |                         |  |  |       |  |  |                          |  |  |                         |  |
|                           |                       | Cunegonda di Slavonia   | Rostislav Michajlovič   |  |  |       |  |  |                          |  |  |                         |  |
|                           |                       | Cunegonda di Slavonia   | Rostislav Michajlovič   |  |  |       |  |  |                          |  |  |                         |  |
|                           |                       | Cunegonda di Slavonia   | Anna d'Ungheria         |  |  |       |  |  |                          |  |  |                         |  |
| Elisabetta di Boemia      |                       | Cunegonda di Slavonia   |                         |  |  |       |  |  |                          |  |  |                         |  |
|                           |                       | Rodolfo I d'Asburgo     | Alberto IV il Saggio    |  |  |       |  |  |                          |  |  |                         |  |
|                           |                       | Rodolfo I d'Asburgo     | Alberto IV il Saggio    |  |  |       |  |  |                          |  |  |                         |  |
|                           |                       | Rodolfo I d'Asburgo     | Heilwig di Kyburg       |  |  |       |  |  |                          |  |  |                         |  |
| Guta d'Asburgo            |                       | Rodolfo I d'Asburgo     |                         |  |  |       |  |  |                          |  |  |                         |  |
|                           |                       | Gertrude di Hohenberg   | Burcardo V di Hohenberg |  |  |       |  |  |                          |  |  |                         |  |
|                           |                       | Gertrude di Hohenberg   | Burcardo V di Hohenberg |  |  |       |  |  |                          |  |  |                         |  |
|                           |                       | Gertrude di Hohenberg   | Matilde di Tubinga      |  |  |       |  |  |                          |  |  |                         |  |
|                           |                       | Gertrude di Hohenberg   |                         |  |  |       |  |  |                          |  |  |                         |  |